# اندیس آنومالی پیر یونس
آنومالی پیر یونس یک اندیس فلزی است که در حوالی شهر سقز استان کردستان قرار دارد و مادهٔ معدنی موجود در آن، طلا است.  